# Мање познати фактори ризика за срчани удар
Мање познати фактори ризика за срчани удар су посебна група кардиолошких фактора, на које се за разлику од  оних  добро познатих—стандардних, универзалних и најчешћих међу којима доминирају пушење, шећерна болест, висок крвни притисак, гојазност и недостатак вежбања, који могу повећати ризик од инфаркта миокарда код готово било које оособе.
На мање позната фактора ризика за срчани удар се често не помишља а они код одређених људи у моменту појаве представљају итекакав ризик.

## Мање познати фактори
Атеросклероза коронарних артерија је најчешћи узрок инфаркта миокарда (М), који се започиње од детињства и постепено напредује старењем. Неколико фактора ризика утиче на његов напредак, а категорисани су као класични, традиционални и нови фактори.  Улога непознатих фактора ризика у последње време постаје све значајнија, на шта указују бројне студије у којима се наводе нови  фактори ризика упркос важности класичних фактора. У те факторе међу значајнијим спадају екстремна хладноћа, изненадни напор. обилан оброк, интензивне емоције и други са срчаним ударом повезани услови (када се пацијенту дијагностикује озбиљно здравствено стање).

## Екстремна хладноћа
Ниска температура узрокују стезање артерија, што може проузроковати нагли пораст крвног притиска и маљи проток крви. У комбинацији са физичким напорима, као што је чишћење снега  лопатом екстремна хладноћа може бити узрог екстремног напрезања за неко срце. Сваке године само у Сједињеним Америчким Државама чишћење снега пошаље у болницу више од 11.000 људи - међу којима најмање 7% има срчане тегобе.

## Изненадни напор
Изненадни  физички напор код недовољно активних особа може довести до срчаног удара. То се може догодити од нечег наизглед безазленог попут кошаркашке игре или од дизања и ношења нечега тешког, нпр. лопате пуне снега, гурања кола или померања намештаја. Људи који нису навикли на вежбање или имају традиционалне факторе ризика од срчаних болести, су у повећаном ризику од срчаног удара након тежих физичких оптерећења.

## Обилни оброк
Тешки и обилни оброк може изазвати срчани удар, јер након обилних оброка липиди у серуму  расту што има велику улогу у исхемијској болести срца. Истраживачи мисле да се то дешава јер једење повећава ниво хормона епинефрина који може повећати крвни притисак и учесталост пулса., и рзултовати срчаним ударом.

## Интензивне емоције
Студије су показале да интензиван бес и туга могу изазвати срчани удар, највероватније услед наглог пораста срчане фреквенције и крвног притиска изазваног фактором изненађења, или као последица менталне или психолошке патње. Тиме је наука данас доказала да се заиста може „умрети и од туге“ или сломљеног срца, изазване обликом неисхемијске кардиомиопатије, која претежно погађа жене у постменопаузи. 
Будући да многе особе доживљавају ове емоције током свог живота и проживљавају их, вероватно је да ће оне негативно утицати на људе који већ имају повећан ризик од срчаног удара.
Постоји стање звано Такотсубо кардиомиопатија  медицинско име за срчани проблем који обично изазивају нарочито интензивне емоције и представља животну опасност која се назива и синдромом сломљеног срца, за који је  наука данас доказала да ова кардиомиопатија може имитирати срчани удар, иако је он нешто другачија од класичног срчаног удара. Карактерише се пролазном регионалном систолном дисфункцијом леве коморе у одсуству ангиографски значајне болести коронарних артерија или акутне руптуре плака. У већини случајева такотсубо кардиомиопатије, абнормалност у срчаном зиду протеже се даље од територије коју исхрањује једна епикардна коронарна артерија. Карактерише се пролазном регионалном систолном дисфункцијом леве коморе у одсуству ангиографски значајне болести коронарних артерија или акутне руптуре плака. У већини случајева такотсубо кардиомиопатије, абнормалност у срчаном зиду протеже се даље од територије коју исхрањује једна епикардна коронарна артерија.
Тактосубо кардиомиопатија се чешће  јавља код жена у постменопаузи, у тренуцима јаке туге,  кад производи симптоме сличне срчаном удару који узрокују изненадну срчану инсуфицијенцију. Сматра се да је она резултат артеријског спазма. У том смислу лечење ове срчана инсуфицијенција често се решава након смиривања туге. Каснија испитивања углавном не показују доказе о класичном срчаном удару.  Карактерише се пролазном регионалном систолном дисфункцијом леве коморе у одсуству ангиографски значајне болести коронарних артерија или акутне руптуре плака. У већини случајева такотсубо кардиомиопатије, абнормалност у срчаном зиду протеже се даље од територије коју исхрањује једна епикардна коронарна артерија.  Карактерише се пролазном регионалном систолном дисфункцијом леве коморе у одсуству ангиографски значајне болести коронарних артерија или акутне руптуре плака. У већини случајева такотсубо кардиомиопатије, абнормалност у срчаном зиду протеже се даље од територије коју исхрањује једна епикардна коронарна артерија.

## Са срчаним ударом повезани услови
Када се пацијенту дијагностикује озбиљно здравствено стање које на први поглед није повезано са његовим срцем, он често  не помишља на ризик од могућег срчаног удара. Међутим улога одређених стања, и те како може имати значај у повећању ризика од срчаног удара. Услови за које је познато да повећавају ризик од срчаног удара укључују:
- Реуматоидни артритис,[12] лупус[13][14]  и било која друга запаљенска болест које проузроковати упале у крвним судовима, које могу резлтуовати срчаним ударом
- Прееклампсија (подиже крвни притисак).[15][16]
- Гестацијски дијабетес (у великој мери повећава Опострукција вентилације у апнеји повећавају ризик од срчаног удара за 30%.[17]ризик од срчаног удара)
- Апнеја у сну (узрокује агресивне болести срца које повећавају ризик од срчаног удара за 30% током пет година).[17]
- Претходно зрачење грудног коша (нпр у терапији рак леве дојке)  може оштетити срце и резлтовати срчаноим ударом

Свака особа са једним од ових услова треба обавезно да посети кардиолога поред свог редовног лекара.

## Новији фактори ризика
Међу новим факторима ризика, недавно је идентификована:
- Загађења ваздуха један је од све чешћих фактора ризика на глобалном нивоуупала срчаних структура која је можда последица неке инфекције,

- загађења ваздуха

Од други фактораризика који се даљим истраживањима морају проценити су: 
- хомоцистеин,
- серумски амилоид,
- антитела против оксидованог ЛДЛ-а.